# Zbigniew Szajewski
Zbigniew Ryszard Szajewski (ur. 10 czerwca 1914 w Warszawie, zm. 13 kwietnia 1997 w Szczecinie) – zapaśnik, sędzia międzynarodowy, olimpijczyk z Berlina 1936 i Helsinek 1952.
Zbigniew Szajewski urodził się w rodzinie Jana Juliana Szajewskiego i Władysławy Antoszewskiej. Jako uczeń szkoły średniej zapoznał się ze sportem zapaśniczym w stołecznych klubach robotniczych „Świt” i „Skra” (1930-1931). Kontynuował karierę również w warszawskich klubach: YMCA (1932-1936) i PKS (1937-1939). Startował zarówno w stylu klasycznym, jak i wolnym w wadze lekkiej, półśredniej i średniej. Na igrzyskach olimpijskich w Berlinie w 1936 startował w stylu klasycznym w wadze lekkiej 66 kg, ostatecznie zajmując 7 miejsce. 
Po II wojnie światowej wyjechał do Szczecina, gdzie założył pierwszą sekcję zapaśniczą. Był działaczem, sędzią, zawodnikiem i trenerem w miejscowych klubach (1945-1960) „Spójni”, „Sparty”, „Pogoni”, „Ogniwa”, „Budowlanych” i LZS Stargard. Wychował jednego mistrza sportu i kilku mistrzów kraju.  
W 1952 ponownie reprezentował Polskę na igrzyskach olimpijskich w Helsinkach w zapasach w stylu klasycznym w wadze lekkiej 67 kg, odpadając w eliminacjach wskutek kontuzji.  
Był 6-krotnym mistrzem Polski w stylu klasycznym w wadze półśredniej (1936, 1938, 1952, 1953) i średniej (1954) oraz w stylu wolnym wagi półśredniej (1938).  
Zbigniew Szajewski od 1946 pracował zawodowo, początkowo jako motorniczy tramwajów, w 1948 został kierownikiem zajezdni tramwajowej Niemierzyn, a w późniejszych latach awansował na stanowisko kierownika kontroli ruchu. Był żonaty ze Stanisławą, z którą miał dwóch synów.  
Zbigniew Szajewski został pochowany 17 kwietnia 1997 na szczecińskim Cmentarzu Centralnym (kw. KOM C-8-2). 

## Odznaczenia
- Złota Gwiazda FILA
- Krzyż Kawalerski Orderu Odrodzenia Polski